# Орден Заслуг (Люксембург)
Орден Заслуг Великого Герцогства Люксембургского (Ordre de Mérite du Grand-Duché de Luxembourg) — государственная награда Великого герцогства Люксембург.

## История
Орден учреждён 23 января 1961 года великой герцогиней Шарлоттой для награждения за заслуги перед герцогством и народом. 

## Степени
Имеет пять степеней: 
- Большой Крест – включает знак ордена на плечевой ленте и звезду.
- Гранд-офицер – включает знак ордена на шейной ленте и звезду.
- Командор – знак ордена на шейной ленте.
- Офицер – знак ордена на нагрудной ленте с розеткой.
- Рыцарь (Кавалер) – знак ордена на нагрудной ленте.

Также имеется медаль ордена.

## Описание ордена
Знак ордена представляет собой золотой крест с расширяющимися концами белой эмали с голубой каймой. На центральном медальоне креста помещён люксембургский лев на полосатом серебряно-голубом фоне. Медальон обрамлён кольцом голубой эмали с орнаментом в виде лавровой ветви.
Реверс знака аналогичен аверсу, за исключением центрального медальона, в котором на фоне красной эмали изображён золотой коронованный вензель герцогини Шарлотты.
Нагрудная звезда представляет собой позолоченную серебряную двенадцатиконечную звезду, на которую наложен знак ордена.
Лента-перевязь ордена — шёлковая муаровая, красная с голубыми и белыми полосками по краям.
Знак гранд-офицера аналогичен знаку Большого Креста, а нагрудная звезда не имеет позолоты.
Медаль аналогична знаку кавалерской степени, но позолочена и без эмали. Между перекладинами креста пучки лучей.